# Johann Theodor von Tschesch

Familienwappen

Johann Theodor von Tschesch (* 18. März 1595 in Voigtsdorf, Fürstentum Neisse; † 22. Februar 1649 in Elbing) war ein deutscher Jurist und Mystiker.

## Leben
Johann Theodor von Tschesch entstammte einem, schlesischen ursprünglich meißnischen Uradelsgeschlecht von Zeschau. Seine Eltern waren Friedrich von Tschesch, Herr auf Krippitz und Dammelwitz, und Helena von Pannwitz. Johann Theodor besuchte vermutlich in den Jahren zwischen 1601 und 1614 die evangelische Lateinschule in Schweidnitz. Danach studierte er Rechtswissenschaften in Leipzig, Marburg und Heidelberg. Dabei suchte er Kontakt zu reformierten Höfen. Seine Disputation „Discursus Academicus De Defensione Extrajudiciali“ widmete er den Räten der Brieger und Liegnitzer Höfe. Nach Abschluss des Studiums erhielt er 1619/20 eine Stelle als Rat beim böhmischen (Winter)-König Friedrich V. Da dieser nach der Schlacht am Weißen Berg 1620 ins Exil fliehen musste, verlor Tschesch seine Stelle, stieg aber schon bald zum Geheimen Rat bei den Herzögen Georg Rudolf von Liegnitz und Johann Christian von Brieg auf. Sie strebten eine Erneuerung der Kirche an.
Wohl zwischen 1626/27 verfasste Tschesch den Traktat „Trewhertzige Erinnerung an die Evangelische Priesterschafft in Deutschland“ (gedruckt 1637 ohne Verfasserangabe), in dem heftige Kritik an den gegenwärtigen kirchlichen Zuständen geübt und eine geistliche Wiedergeburt gefordert wurde. Tschesch, der sich nun zunehmend in die Schriften Jakob Böhmes vertiefte und sich – auch unter dem Eindruck der persönlichen Bekanntschaft mit Abraham von Franckenberg und Augustin Fuhrmann – zum dogmenkritischen Spiritualisten entwickelte, geriet in Gewissensnöte und gab seine Stellung am Hof 1626 kurzzeitig, 1639 endgültig auf. In weiteren Veröffentlichungen verschärfte er seine Kritik an einem rein äußerlichen Christentum; dazu bemühte er sich um die Herausgabe der Schriften Böhmes. Nach 1641 hielt er sich in Amsterdam auf, 1645 in Hamburg. 1649 starb er in Elbing.

## Schriften (Auswahl)
- Zwiefache Apologia, und Christliche Verantwortung auf die fünf lästerlichen Hauptpuncte Davids Gilberti von Utrecht, ins gemein: Wider die Person und Schriften des theuren und hocherleuchteten Manns Jacob Böhmens ..., Amsterdam 1676 Digitalisat
- Einleitung in dem edlen Lielien-Zweig ... der Schrifften Jacob Böhmens, Amsterdam 1679 Digitalisat